# Trundön
Trundön är en ö och en bebyggelse i Norrfjärdens socken i Piteå kommun belägen cirka 20 km norr om Piteå, strax söder om tätorten Rosvik i Piteå kommun i Norrbottens län. SCB klassade år 1990 ett område på norra delen av ön som en småort. Ön är via Trundöbron ansluten till fastlandet
Idag befolkas ön av många sommargäster i fritidshusen utefter öns norra och södra långsidor. På öns södra kant finns en liten större hamn för fritidsbåtar. 
Ön är i väster sammankopplad med Berkön och Halsön med väg, öarna har dock numera genom landhöjningen vuxit samman. Kringliggande öar är Fårön, Nörd-Mörön och Baggen. Havet kring Trundön är på sina ställen mellan 5 och 15 meter djupt. Båttrafiken är relativt stor, med båda små och stora fritidsbåtar. Någon organiserad turtrafik till och från ön förekommer dock inte.

## Historia
Enligt noteringar uppfördes den första fasta bebyggelsen på ön 1808. Under 1800-talet befolkades ön i samband med befolkningsökning och hemmansklyvningar.  
Vid folkräkningen 1960 (befolkning enligt den 1 november 1960) hade ön 98 invånare och omfattade en areal av 15,18 km², varav 15,02 km² land. SCB avgränsade år 1990 en bebyggelsett område på norra delen av ön som en småort med småortskoden S9457. Småorten omfattade 35 hektar och hade 58 invånare. Från 2015 avgränsas här återigen en småort.1997 anordnade Marianne Johansson studiecirkel i hembygdsforskning. Resultatet från forskningen blev grunden för boken ”Trundön - byns historia från 1500-talet”.